# Aeroportul Internațional Garowe
Aeroportul Internațional Garowe (IATA: GGR, ICAO: HCMW) este un aeroport din Nugaal⁠(d), Somalia ce deservește zona Garoowe.
Situat la o altitudine de 534 m, aeroportul dispune de o singură pistă.